# Frank Plummer
Francis Allan Plummer (2 décembre 1952 - 4 février 2020) est un scientifique canadien, universitaire et chercheur sur le VIH / sida. Il était « un spécialiste reconnu des maladies infectieuses dont le travail a influencé les politiques de santé publique au Canada et à l'étranger. » 

## Biographie
Frank Plummer a été professeur émérite de médecine et de microbiologie médicale à l'Université du Manitoba et directeur général scientifique du Laboratoire national de microbiologie (en), au sein de l'Agence de la santé publique du Canada. De 1984 à 2000, il travaille à Nairobi, au Kenya, pour étudier les infections sexuellement transmissibles. Pendant son séjour au Kenya, ses recherches décrivent l'épidémiologie hétérosexuelle du VIH et le rôle de la circoncision masculine dans la réduction du risque d'infection par le VIH chez les hommes. Pendant qu'il est au Laboratoire national de microbiologie, il dirige la réponse du laboratoire canadien au SRAS, à la pandémie H1N1 et supervise la mise au point du vaccin VSV EBOV couronné de succès pour la fièvre hémorragique virale Ebola. Le Dr Plummer travaillait à la mise au point d'un vaccin contre le VIH au moment de sa mort et fut le premier bénéficiaire en Amérique du Nord de la DBS (deep brain stimulation : stimulation cérébrale profonde) pour traiter les troubles liés à la consommation d'alcool, dans le cadre d'un essai expérimental,,.

## Honneurs
En 2006, Frank Plummer est fait Officier de l'Ordre du Canada. En 2009, il est nommé membre de l'Ordre du Manitoba en reconnaissance d'être « un médecin-scientifique de renommée internationale et un expert en maladies infectieuses qui a contribué de façon significative à la santé mondiale. » En 2014, il reçoit le prix Killam pour ses travaux de recherche sur le sida. En 2012, il reçoit la médaille McLaughlin de la Société royale du Canada, décernée « pour d'importantes recherches d'excellence soutenue en science médicale. » Il est récipiendaire du prix Canada Gairdner Wightman en 2016. Parmi de nombreux autres[Lesquels ?] prix, M. Plummer est titulaire de diplômes honorifiques de l'Université de Calgary, de l'Université McMaster et de l'Université de Windsor.

## Cause de décès
Frank Plummer décède le 4 février 2020 d'une crise cardiaque, selon son épouse Jo Kennelly qui en témoigne dans un tweet.